# Anick
Anick – wieś w Anglii, w hrabstwie Northumberland. Leży 30 km na zachód od miasta Newcastle upon Tyne i 407 km na północ od Londynu.